# Arzhan Oyinchinovich Adarov
Aržan Adarov (tiếng Nga: Аржа́н Ада́ров, 1932 - 2005) là một nhà văn, nhà thơ, nhà báo người Altai. Ông còn là thành viên của Hội Nhà văn Nga, tác giả phần lời của quốc ca Cộng hòa Altai.

## Tiểu sử
Arzan Adarov sinh ngày 15 tháng 7 năm 1932 tại làng Kayarlyk thuộc Tỉnh tự trị Oirot (nay là Cộng hòa Altai).
Năm 1957, ông tốt nghiệp Học viện văn học. A. M. Gorky. Sau đó trở thành thành viên của Hội Nhà văn Nga. Ông từng làm phóng viên cho tờ báo khu vực Altaydyk Cholmon, tổng biên tập, giám đốc chi nhánh Gorno-Altai của Nhà xuất bản Sách Altai, thư ký của Ủy ban thành phố Gorno-Altaysk của Đảng Cộng sản Liên Xô, và một nhà tư vấn văn học.
1987-1994 - Chủ tịch Công ty Phát thanh và Truyền hình Gorny Altai.
1994-2005 - Chủ tịch Hội Nhà văn Cộng hòa Altai.

## Tác phẩm
Arzhan Adarow là tác giả của hơn 25 tập thơ, bài thơ, truyện ngắn, tiểu thuyết ngắn, bốn tiểu thuyết, một số vở kịch. Các tác phẩm của ông được đưa vào sách giáo khoa của các tổ chức giáo dục trung học của nước cộng hòa. Những bài thơ của A. Adarov đã được xuất bản nhiều lần trên báo chí trung ương - trên các tờ báo Pravda và Literaturnaya Gazeta.
Ông đã tham gia vào việc dịch các tác phẩm văn học từ tiếng Altai sang tiếng Nga. Ngoài ra, ông được biết đến như một dịch giả: ông đã dịch các tác phẩm của Pushkin, Lermontov, Gogol, Yanka Kupala, Aitmatov, Furmanov, Calil, Voynich, Markov sang tiếng Altai. Những bài thơ của riêng ông đã được dịch sang nhiều ngôn ngữ của các dân tộc Liên Xô cũ.
Arzhan Adarov là tác giả của phần lời quốc ca của Cộng hòa Altai.